# Morte di Lucrezia

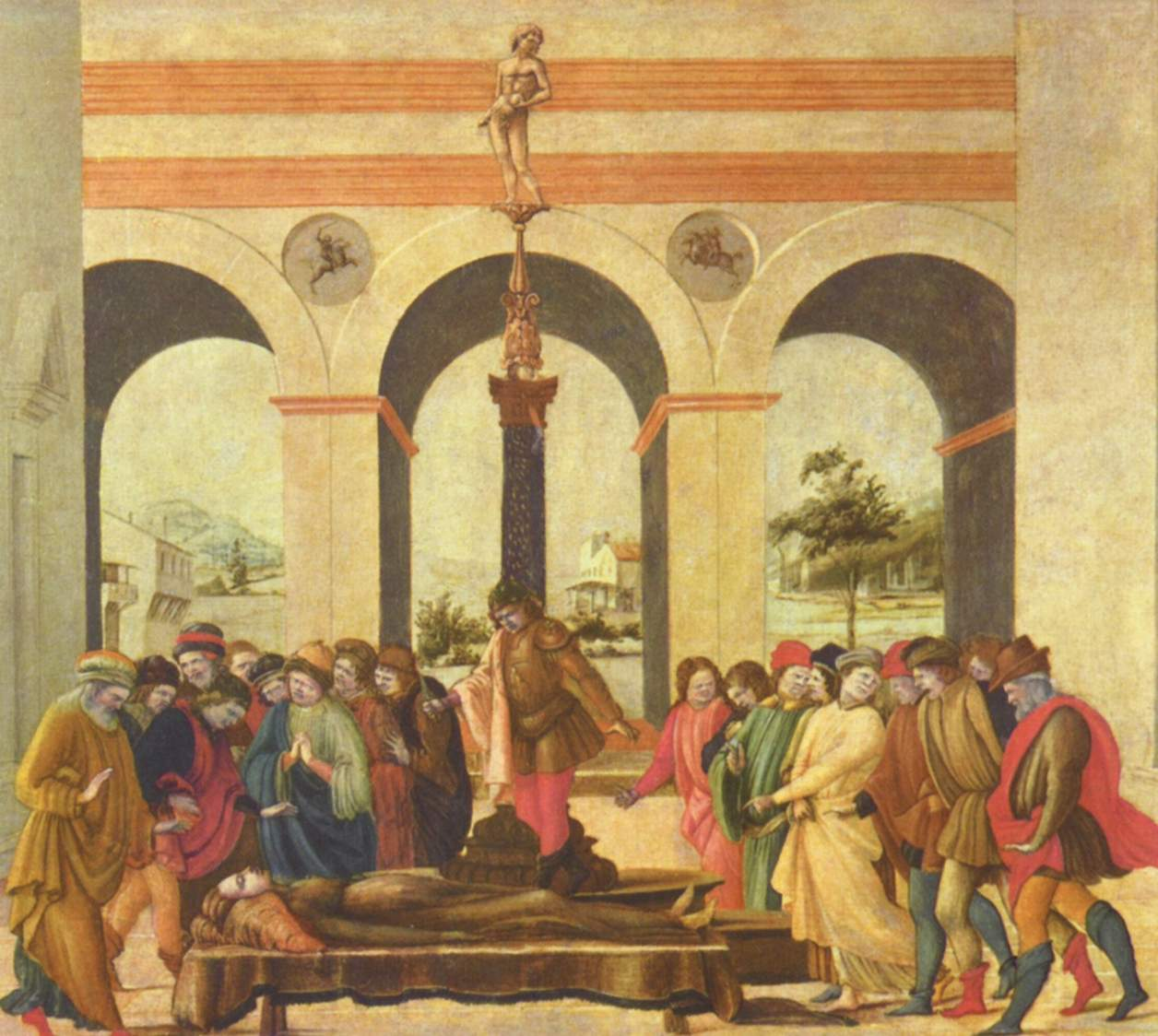
Dettaglio

La Morte di Lucrezia è un dipinto a tempera su tavola (42x126 cm) di Filippino Lippi, databile al 1478-1480 circa e conservato nella Galleria Palatina di Firenze.

## Storia
L'opera, attribuita alla prima fase giovanile dell'artista, fa coppia con una tavoletta analoga per dimensioni e tema con le Storie di Virginia al Louvre, con la quale doveva decorare il lato frontale e posteriore di un cassone, o forse due cassoni gemelli.
Tale tipo di produzione era molto in voga nella Firenze dell'epoca e se ne conoscono vari esempi sia di mano di Filippino (come Ester scelta da Assuero al Museo Condé di Chantilly), sia del suo maestro Botticelli (Storie di Lucrezia all'Isabella Stewart Gardner Museum di Boston, Storie di Virginia all'Accademia Carrara di Bergamo), infatti la tavoletta fiorentina e la sua omologa parigina hanno spesso oscillato tra l'uno e l'altro pittore, che in quel periodo collaboravano. In particolare le Storie di Lucrezia di Firenze secondo Mesnil erano da riferire al Botticelli e le Storie di Virginia del Louvre a Filippino, sebbene da Cavalcaselle in poi si è consolidata l'attribuzione di entrambe a Filippino.

## Descrizione e stile
Lucrezia romana è un personaggio semileggendario della storia di Roma. Moglie fedelissima e casta di Collatino, venne violentata da Sesto Tarquinio, causandone il suicidio per la vergogna; in seguito a tale episodio i Romani si ribellarono al tiranno e lo cacciarono instaurando la Repubblica. La figura di Lucrezia godette di una straordinaria fama durante il Rinascimento, come modello di castità e continenza alle giovani spose, per cui è frequente trovarla su arredi nuziali, come i cassoni, o su piccole opere destinate alla decorazione di camere e altri ambienti privati.
Filippino rappresentà qui solo le vicende legate al ritrovamento del cadavere di Lucrezia, dopo il suicidio (scena a sinistra), e alle sue esequie (al centro). Ispirate allo stile di Botticelli, sono ambientate in una rigorosa architettura classica, dalle forme nitide, che scandiscono con vuoti e pieni tre zone, in cui si svolgono le scene. I personaggi sono particolarmente vivaci, ma l'unità narrativa è garantita dal raccordo dello sfondo, composto da due edifici pressoché cubici ai lati e una piazza con un porticato aperto sul paesaggio, decorata da un pilastro con una statua dorata sulla sommità. I medaglioni coi cavalieri, che riecheggiano la figura a destra, sono forse da leggere come un riferimento alla rivolta dei Romani.